# ناتاشا ماكاي
ناتاشا ماكاي (من مواليد 14 يناير 1995) لاعبة متزلجة على الجليد اسكتلندية في فردي سيدات في المملكة المتحدة. هي بطلة 2018 الدب الذهبي في زغرب ، وبطلة سكيت هيلينا 2017 ، وبطلة أندورا المفتوحة لعام 2017 ، وبطلة وطنية بريطانية أربع مرات (2017-2020).